# 威尔科·约翰森
约翰·安德鲁·威尔金森（英語：John Andrew Wilkinson，1947年7月12日—2022年11月21日），艺名威尔科·约翰逊（Wilko Johnson），英国吉他手、歌手、词曲作者，偶尔会从事演员，1970年代酒吧摇滚/节奏布鲁斯乐队Dr. Feelgood的成员。以其独特的吉他演奏风格而闻名，他不使用吉他拨片，而是采用指弹的方法，这使他能够同时进行节奏吉他的演奏、即兴演奏和独奏，从而演奏出具有高度打击乐元素的吉他声音。
约翰逊和Dr. Feelgood乐队对英国朋克运动具有一定影响，保罗·韦勒在谈到约翰逊时说：“他可能不像其他吉他手那样出名，但他无处不在。我想有很多人同样会这么认为，我可以在很多地方听到威尔科的声音，他的作品是一种遗产。
2011年和2012年，约翰逊出现在HBO奇幻系列电视剧《权力的游戏》中，饰演哑巴刽子手伊林·派恩爵士。

## 职业生涯

### 音乐生涯
约翰逊于1947年7月12日出生于埃塞克斯郡坎维岛，曾就读于韦斯特克利夫男子高中，并在校内的几个团体中演奏，后进入英国纽卡斯尔大学攻读英语语言文学学士学位，本科课程包括盎格鲁撒克逊和古代冰岛传说。
毕业后，约翰逊通过陆路前往印度，然后返回埃塞克斯郡加入Pigboy Charlie乐队的演奏者行列，该乐队后来演变成1970年代酒吧摇滚运动的中流砥柱Dr. Feelgood。从果阿邦回国后，他于1972年担任英语教师，其后以威尔科·约翰逊为其艺名，该名字与约翰·威尔金森的拼写近似。
1965年，约翰逊以90英镑（相当于2021年的1，854英镑）的价格从埃塞克斯郡滨海绍森德的一家商店购买了他的第一把Fender Telecaster吉他，后来在与Dr.Feelgood签署第一份唱片合同之后，他用1974年购买的红木指板演奏了1962年的老式Fender Telecaster。
约翰逊通过将舞台上的生涩动作（他称之为“鸭子步”）与断断续续的吉他风格相结合，偶尔把吉他像枪一样举到肩膀上，以及一种新奇的着装——黑色西装配以蘑菇头发型等方式营造起了自己的形象。他的演奏风格通过指弹实现，使他能够同时演奏节奏吉他以及进行即兴演奏或独奏，创造出极其具备打击乐感觉的吉他声音，这来源于他之前对约翰尼·基德和强尼·基德与海盗乐队的失败模仿，其后他进行了一些改变而形成了自己的风格。约翰逊的风格受到波·迪德利，逐渐成为Dr. Feelgood乐队的重要组成部分，该乐队在1975年至1977年间发行的前四张专辑《Down by the Jetty》、《Malpractice》、《Stupidity》和《Sneakin' Suspect》均有带有约翰逊风格的歌曲。
现场专辑《Stupidity》在英国专辑排行榜上排名第一，约翰逊加入Dr. Feelgood后至此时共发布了五首单曲，但其在该乐队期间唯一进入榜单的单曲是《Sneakin' Suspect》。1977年4月，约翰逊由于对收录在《Sneakin' Suspect》专辑中的曲目的分歧而离开乐队，其余乐队成员称约翰逊是自愿离开的， 但约翰逊随后坚称他并非自愿离开，而是该乐队将他赶出去后，告诉报纸他已经离开。
1977年，约翰逊与键盘乐器演奏者约翰·波特，贝斯手史蒂夫·莱温斯和鼓手艾伦·普拉特共同成立Solid Senders乐队，于1978年与维京唱片签约，同年发行专辑《Solid Senders》。乐队于1977年11月底和12月初于在伊斯灵顿的Hope and Anchor举办的为期三周的“前排音乐节”上演出，演出过的节目包括许多早期朋克摇滚，由该乐队的创作两首曲目《Dr. Feelgood》和《Twenty Yards Behind》被收录在音乐节的热门歌曲双张专辑中。合辑The Hope & Anchor Front Row Festival（1978年3月）则在英國專輯排行榜上排名第28位。
1980年，约翰逊加入了艾恩·迪里的乐队The Blockheads。1984年左右，他重组了威尔科·约翰逊乐队，The Blockheads的贝斯手诺曼·瓦特-罗伊和意大利出生的鼓手萨尔瓦多·拉蒙多均加入了该乐队，拉蒙多于1999年6月离开乐队，由史蒂夫·蒙蒂（后来在Curve和耶稣与玛丽链乐队鼓手）取代。1981年，约翰逊发行第二张专辑《Ice on the Motorway》，1983年，他与卢·刘易斯共同发行EP《Bottle Up and Go！》。接下来的十年里，约翰逊又通过欧洲的一些唱片公司发行了几张专辑。1992年，约翰逊出现在Eurockéennes音乐节上，次年又出现在GuilFest上。专辑《Go Back Home》于1998年被Chess唱片公司购买。1999年，约翰逊开始减少举办演唱会，次年发行专辑《Don't Let Your Daddy Know（Live in Japan 2000）》。
2005年，约翰逊发行录音室专辑《红热摇滚蓝调》，收录了对范·莫里森、鲍勃·迪伦、雷·查尔斯、桑尼·鲍伊·威廉姆斯和黑人歌星铅肚皮（lead belly）等人的经典歌曲的翻唱。2005年到2006年间，他的乐队与The Hamsters和约翰·奥特威等共同参加了“The Mad，the Bad & the Dangerous”巡演。

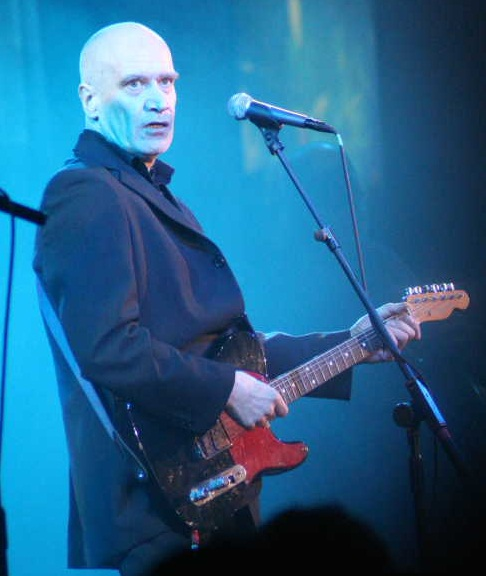
“2008年1月Rock`n`Blues”上的约翰逊

约翰逊曾在朱利安·邓波执导的纪录片《油城机密》（2009）中出现，讲述了他在坎维岛和Dr.Feelgood乐队的往事。评论家菲利普·弗伦奇认为约翰逊“是一个有野性的人，无论在台上还是台下，都很有趣、雄辩和有魅力”，而邓波则形容约翰逊是“一个非凡的人和英国最伟大的怪人之一”。彼得·布拉德肖（Peter Bradshaw）在为《卫报》撰写的评论中称这部纪录片为“迄今为止最好的摇滚乐纪录片”，并认为“这部备受追捧的纪录片最讨人喜欢的地方是它宣传威尔科·约翰逊的方式。
2010年10月2日，约翰逊宣布将加盟扼杀者乐队从2011年3月开始的“Black & Blue”英国巡演。2011年4月，他在爱尔兰基尔肯尼的Rhythm & Roots音乐节上进行了几场演出，这几场演出的入场票全部售出。
约翰逊于2012年5月底出版自传《回望我（Looking Back at Me）》，与佐伊·豪合著。2012年5月，他出现在BBC纪录片《Evidently... John Cooper Clarke》和《Punk Britannia》中，约翰逊和他的乐队原定于2012年8月24日充当节奏音乐节的Blues舞台主角，但音乐节因门票销售量不佳，于8月3日宣布取消。

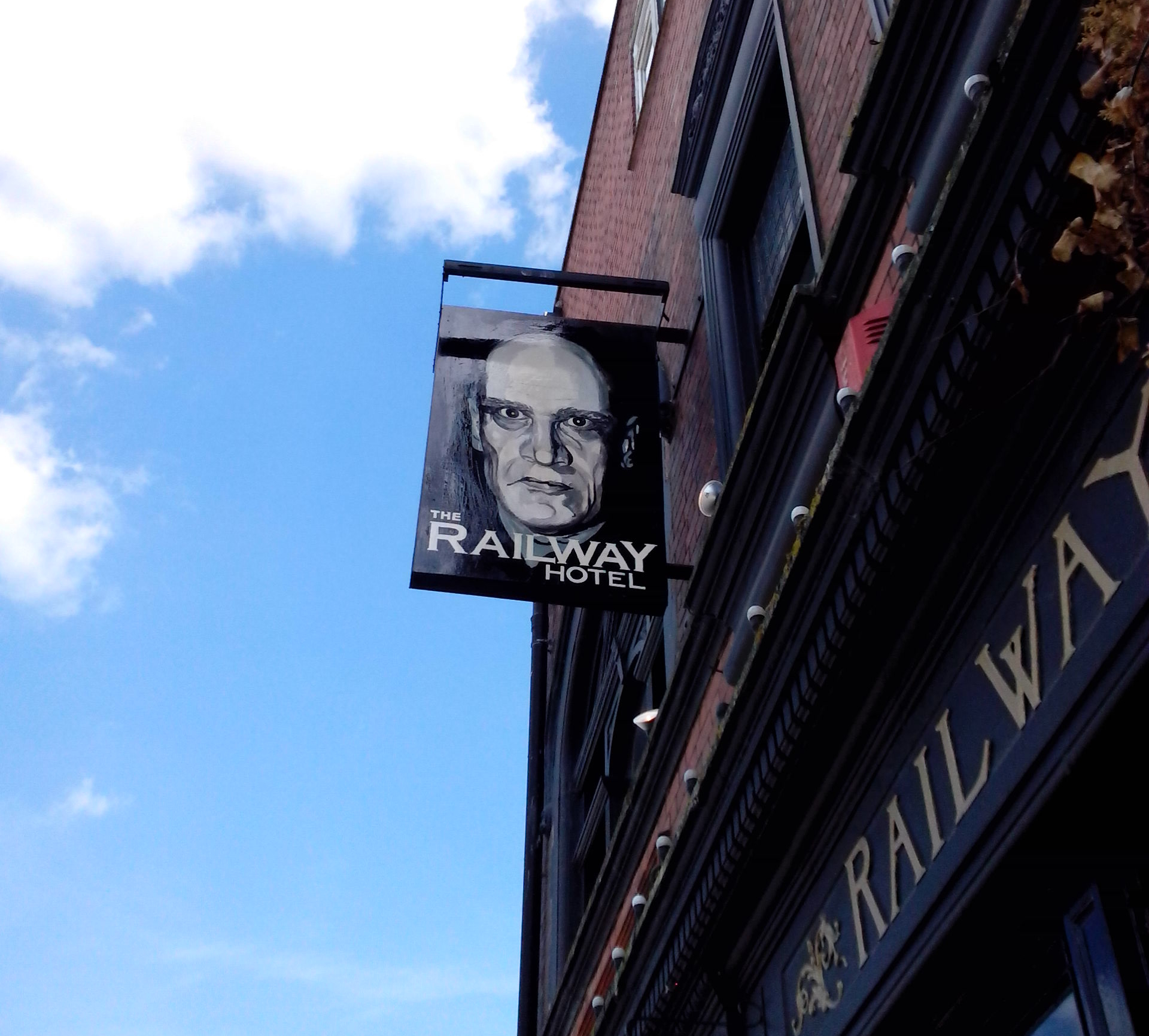
滨海绍森德铁路酒店标志上的威尔科·约翰逊的肖像

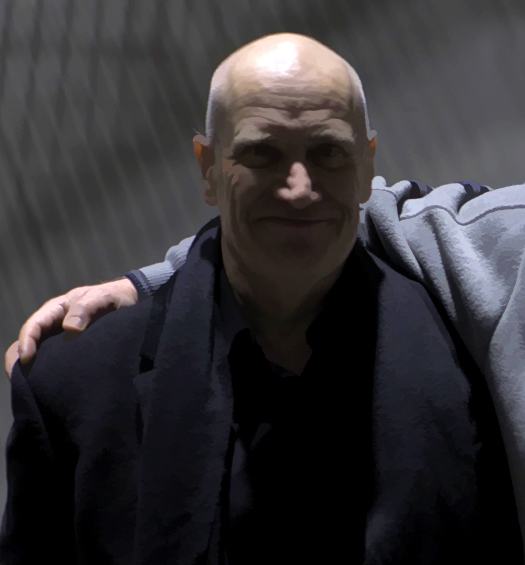
2014年的约翰逊

约翰逊在2013年初表示他罹患晚期癌症，将会举行告别巡演。2013年3月22日，他与Madness作为特约艺人在BBC四台播出的电视节目《Madness Live: Goodbye Television Centre》中演出。之后他表示由于健康问题，他将无法在坎维岛举行最后两场回乡演出，并且今后不会再参加演出。
但在2013年7月13日，约翰逊与诺曼·瓦特-罗伊和迪伦·豪在他的家乡滨海韦斯特克利夫的乡村绿色绿色节上举行了一场现场演出，而此前亦并未宣布。此外，他偶尔也会在当地酒吧进行非正式演出。2013年7月，该酒吧将标志替换成了他的肖像（由当地艺术家杰克·梅尔维尔绘制），以纪念他对埃塞克斯东南部音乐事业的长期支持。
约翰逊还在2013年8月4日星期日应Blockheads邀请在汉普郡举办的威克姆音乐节的最后一晚演奏了一首歌曲，并宣布会在2014年春季继续与豪和瓦特-罗伊一起巡演。
2014年3月和4月，约翰逊与豪和瓦特-罗伊 共同进行演出，以支持“疯狂四人组”（Status Quo乐队的经典阵容，宣传中称这是他们最后一次巡演）。2014年9月，约翰逊在滨海绍森德与艾伦·麦吉会面，与创意管理公司（Creation Management）签约，艾伦则称约翰逊为他一直以来心目中的英雄人物之一以及英国国宝。在2014年和2015年之交，约翰逊在歌手Jools Holland于荷兰举办的年度《Hootenanny》新年演唱会上演唱了《All Through the City》和《Go Back Home》，以及表演了他经典的鸭子步舞蹈。

#### 后期职业生涯与逝世
2012年11月，约翰逊因不明疾病被紧急送医，被迫取消了一场演出，2013年1月，他被诊断出患有晚期胰脏癌，而他选择不接受化疗。
2013年1月25日，约翰逊在BBC广播四台艺术节目《Front Row》中接受约翰·威尔逊采访，谈及自己的癌症，表示自己只剩下九到十个月的生命。他还谈到了他将于3月份在英国进行“告别巡演”的计划，以及他的诊断结果如何让他“仿佛看到新生”。巡演结束后，他宣布将在生命的最后时日与谁人乐队主唱罗杰·多特里一起录制一张告别专辑。专辑最终于2014年3月发行，名为《Going Back Home》。2014年10月，他告诉BBC新闻的娱乐记者科林·帕特森，他当时以为这会是他做的最后一件事。据《综艺》杂志报道，这张专辑成为双方合作30多年来最成功的商业专辑。”
然而约翰逊的胰脏并未出现常见的腺癌症状，医院后来发现他其实仅患有胰神经内分泌瘤，这种肿瘤侵袭性较低且较易治疗 。约翰逊随后接受了根治性手术，医生们则对他的预后表示乐观。在2014年10月22日的Q奖（由杂志Q运营）颁奖典礼上，约翰逊获颁“偶像奖”，他并宣布自己已经摆脱癌症，切除了胰腺、脾脏、部分胃、小肠和大肠，一些与肝脏有关的血管也得以切除和重建。他还透露手术持续了11个小时，肿瘤重达3公斤，而自己现在反而正在花时间接受并未面临死亡的事实，且还处于恢复阶段。当被问及下一步打算时，他表示自己尚不清楚。
2015年，朱利安·邓波主持了第二部关于约翰逊的纪录片《威尔科·约翰逊的狂欢(The Ecstasy of Wilko Johnson)》，片中引用了约翰逊在日本的巡演录像以及与罗杰·多特里合作的专辑。纪录片记录了约翰逊的痊愈经历，阐述了他并没有患晚期癌症的事实。《综艺》杂志一篇影评认为，朱利安·邓波的戏谑性和紧跟流行文化的主持风格，虽然看起来不太适合谈论死亡的纪录片，但老艺术家约翰逊对坏消息出人意料的乐观回应，却使这部关于死亡的影片脱离了悲伤、恐惧或遗憾。
2016年，约翰逊获安格里亚鲁斯金大学荣誉文学博士学位 。
2022年11月21日，约翰逊在韦斯特克利夫的家中去世，享年75岁。死讯公布后，比利·布拉格评价约翰逊时说：“他的吉他演奏暗含愤怒而又有棱有角，但他的存在——他赋予听众的紧张、咄咄逼人、失控的感觉——是我们在英国流行音乐界中从未见过的，约翰·里顿、斯特拉默和韦勒都从他的创新性风格中学到了很多东西。”法兰兹·费迪南主唱亚历克斯·卡普拉诺斯表示：“他独特、紧张的演奏和舞台风格给许多吉他手带来兴奋并给他们带来激励，包括我自己。”广播员鲍勃·哈里斯则认为，约翰逊绝对是独一无二的，其精力和精神令人难以置信。

### 表演生涯
表演方面，约翰逊的处女作是在HBO奇幻剧《权力的游戏》第一季和第二季中饰演的哑巴刽子手伊林·佩恩爵士，制片人此前看过他在《油城机密》中的表演，认为他符合片方对阴险角色的要求。他在该剧中共有四集的戏份，而他的角色名字在后续几集中经常被艾莉亚·史塔克在背诵她想要杀死的人的名单时提及，因为他曾将她的父亲奈德·史塔克斩首。

## 个人生活
约翰逊住在埃塞克斯郡的滨海韦斯特克利夫，与艾琳·奈特自幼相识，两人在他十几岁时结婚，育有两个儿子马修和西蒙。2004年，他的妻子因癌症去世。约翰逊对天文学、画画和诗歌感兴趣，儿子西蒙也是一名吉他手，曾与绍森德的Eight Rounds Rapid乐队共同演奏。
在纽卡斯尔大学就读期间，约翰逊曾有参与政治，曾是青年共产主义联盟的成员。

## 影響

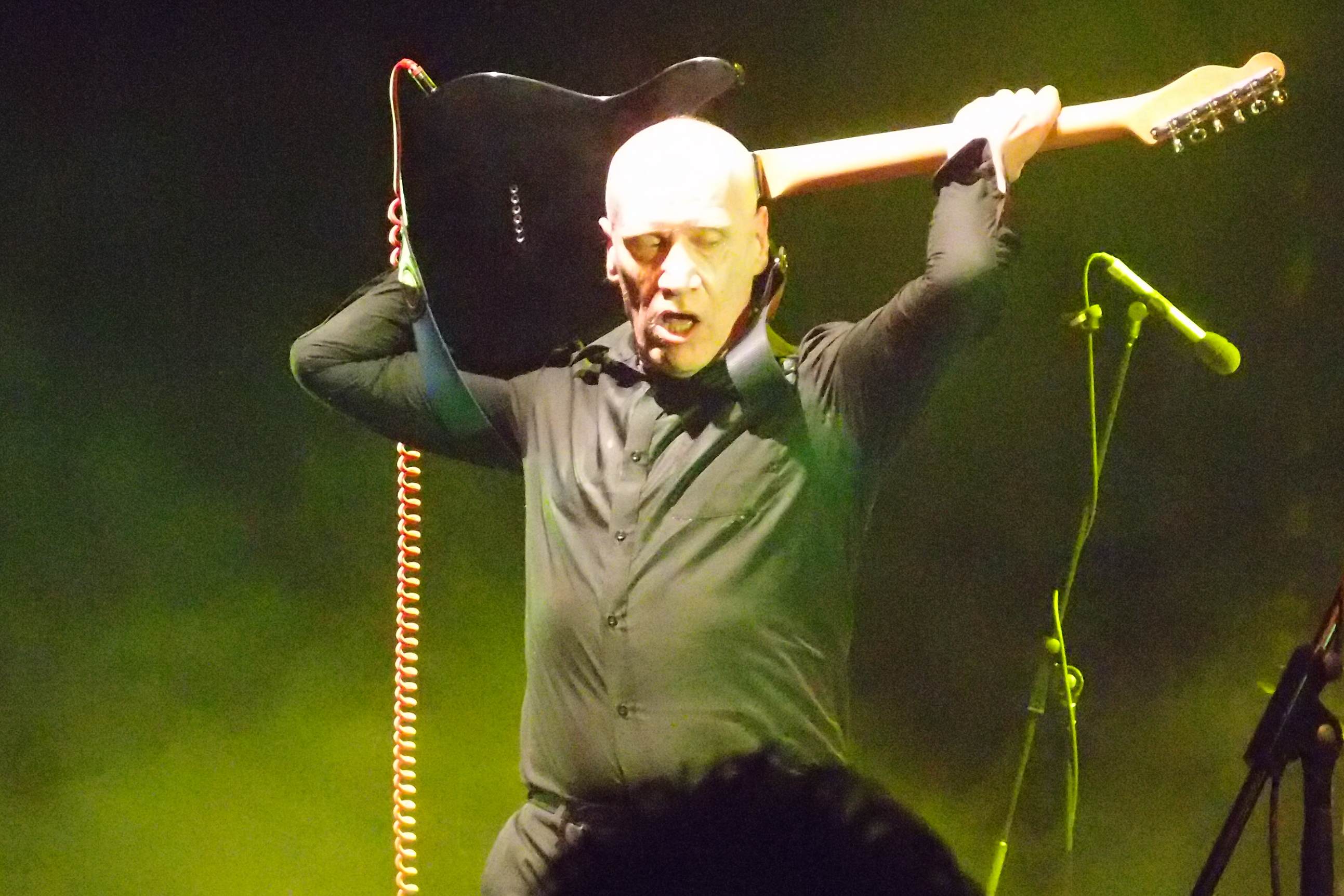
在塞尔水滨艺术中心的约翰逊，摄于2012年

约翰逊的音乐风格为早期的Dr. Feelgood乐队奠定了基础，被认为对英国朋克运动具有创始性影响。扼杀者乐队主唱让-雅克·伯内尔则曾表示Dr. Feelgood乐队可视为旧时代和朋克时代之间有一座桥梁。2009年的纪录片《油城机密》中对这种影响进行了探讨。《Q》杂志的马克·布莱克在评论约翰逊的自传时说：“在70年代中期，乐队粗野的节奏布鲁斯和吉他手激发了年轻的约翰·里顿、保罗·韦勒和萨格斯。这部自传也给他带来了英国摇滚界最独特人物之一的声誉，书中回忆了他在坎维岛的童年，以及他沿嬉皮士之路前往果阿，然后和Dr. Feelgood乐队一起开创朋克的经历。”BBC4台于2012年5月首播的三集纪录片《Punk Britannia》中也强调了Dr. Feelgood作为“酒吧摇滚乐队，夹在60年代的嬉皮士和70年代中期的朋克之间，为后来的朋克铺平了道路”。”
2017年2月，The Wave Pictures乐队发行了一张名为《Canvey Island Baby》的黑胶迷你专辑，收录了约翰逊创作的五首歌曲和一首由乐队歌手兼吉他手大卫·塔特萨尔创作的主打歌。

## 音乐作品

### 专辑和迷你专辑（与乐队成员合作）

#### Dr. Feelgood
- 《Down by the Jetty》(1975年1月)[54]
- 《Malpractice》(1975年10月)–在英国排行第17[55]
- 《Stupidity》(1976) – 在英国排行第1[56]
- Sneakin' Suspicion(1977) – 在英国排行第10[57]
- 《All Through the City (With Wilko 1974–1977)》(2012，为约翰逊创作并演奏过的四张Dr Feelgood乐队专辑的盒装套装，包含未发行的作品，大部分从威尔科楼下的橱柜里收集得来）)[5]

#### Solid Senders
- 《Solid Senders》 (1978)[58]

#### The Wilko Johnson Band (部分)
- 《Ice on the Motorway》(1981)[18]
- 《Call It What You Want》(1987)[18]
- 《Barbed Wire Blues》(1988)[18]
- 《Pull the Cover》(1995)[18]
- 《Going Back Home》(1998)[18]
- 《Don't Let Your Daddy Know (Live in Japan 2000)》(2000) [18]
- 《Red Hot Rocking Blues》(2005)[18]
- 《Portobello Shuffle: A Testimonial to Boss Goodman and Tribute to the Deviants & Pink Fairies》[59]
- 《Blow Your Mind》(2018)[60]

#### Ian Dury和the Blockheads
- 《Laughter》(1980)[61]

#### 与罗杰·多特里合作
- 《Going Back Home》(2014) ，在英国排行第3[62]

## 外部鏈接
- 威尔科·约翰逊的照片 （页面存档备份，存于）
- 威尔科·约翰森在Allmusic上的頁面
- 威尔科·约翰森的Discogs页面 （英文）
- 威尔科·约翰森在互联网电影资料库（IMDb）上的資料（英文）
- 2011年的采访 （页面存档备份，存于）
- 约翰逊与让-雅克·伯内尔的采访 （页面存档备份，存于）
- YouTube上的約翰遜談論自己的癌症 (BBC Breakfast，2013年2月15日)
- YouTube上的約翰遜講述自己彈吉他的技巧(2012年5月9日)